# 近野成美
近野 成美（こんの なるみ、1988年9月18日 - ）は、日本の女優、タレント。愛媛県新居浜市出身。ABP inc.所属。

## 略歴
2001年 中学1年で「avexオーディション2001」ベストスマイル賞となる。
2002年4月から2003年3月まで、テレビ東京『おはスタ』で火曜おはガール、グループ「おはガールフルーツポンチ」それぞれで活動する。
2003年 「週刊ヤングジャンプ制コレ03」でグランプリとなる。
2004年 『仔犬のワルツ』（日本テレビ）で芸能の仕事を始める。
2005年 ジュニアアイドルユニット「Doll's Vox」で活動する。
2006年 映画『エコエコアザラク R-page』と『エコエコアザラク B-page』で主役の黒井ミサを演じる。
2007年3月24日 通信制高校を卒業して以降、数多くの作品に出演する。
全日制の建築系専門学校へ入学するため学業を優先し、2018年4月から芸能活動を休止する。2020年3月に専門学校を卒業し、4月から9月まで新たな専門校で学び、二級建築士学科試験に合格する。製図試験に合格して国家資格を取得した近況を、2021年に公表している。ほかに商業施設士やライティングプランナーなどに合格してSNSで公表している。
2023年6月にNetflixのドラマに出演し久々の芸能活動再開となる

## 人物
靴の大きさは24センチメートル。高所恐怖症。インテリアコーディネートとトイカメラで撮影することが趣味で、少林寺拳法、将棋、書道を特技とする。落語家の桂歌丸が好みの男性である。落ち込みやすくクヨクヨ悩んでしまう性格であると、おはガール時代から語る。

### エピソード
『おはスタ』出演時に歌を披露したが、山寺宏一に「気持ちだけは伝わってくる」と評価をごまかされた。『おはスタ』最後の出演時に「おはスタで学んだ事を踏み台にして……」と口にして、他の出演者にいじられた。
浜崎あゆみのファンだが愛媛県はライブが開催されず、「オーディションに応募すると、履歴書が浜崎さんの目に触れるかも」と両親に促され、「浜崎あゆみさんに会いたいです!一緒に歌ってください!カラオケに行って下さい!」と書いて応募した。半年後に「オーディションを受けませんか」と電話連絡を受けて「エイベックスオーディション2001」に応募すると、20000人の応募者から「ベストスマイル賞」に選出された。

## 出演

### テレビドラマ
- 日本テレビ開局50周年記念番組 仔犬のワルツ（2004年4月 - 6月、日本テレビ） - 森詩乃 役
- 特捜戦隊デカレンジャー 第25話（2004年、テレビ朝日） - シンノー星人ハクタク（人間態）役
- ほんとにあった怖い話 第2シリーズ 最期の別れ（2004年10月11日、フジテレビ） - 恵子 役
- 水曜プレミア 温泉へ行こうスペシャル（2004年11月10日、TBS）  [9]
- Sh15uya 第1話（2005年1月10日、テレビ朝日） - チコ 役
- 連続テレビ小説 （NHK）
  - ファイト（2005年3月 - 10月） - 北風楓 役
    - ファイト総集編（2006年3月） - 北風楓 役
- 木曜ドラマ アタックNo.1 第1話（2005年4月14日、テレビ朝日）
- Pinkの遺伝子（2005年10月 - 12月、テレビ東京） - 斉藤ナツ 役
- 月曜ミステリー劇場 外科医零子4 ハートの240秒（2006年2月20日、TBS） - 紺野初美 役
- ドラマコンプレックス 都立水商!（2006年3月28日、日本テレビ） - 美沙 役
- アキハバラ@DEEP 第5話（2006年7月3日、TBS） - ミズキ 役
- 地獄少女 第1話（2006年11月4日、日本テレビ） - 遠藤里奈 役
- 木曜ミステリー 女刑事みずき〜京都洛西署物語〜 第3話（2007年7月19日、テレビ朝日） - 江藤玖美 役
- 土曜ミッドナイトドラマ もうひとつの象の背中 第1話 父と娘（2007年10月13日、テレビ朝日） - 飛鳥 役
- 木曜ドラマ だいすき!!（2008年1月 - 3月、TBS） - 田中桃花 役
- 土曜時代劇 オトコマエ!（2008年4月 - 7月、NHK） - ヒロイン・茜 役
- 音女（テレビ朝日）
  - 021 闘うオトメ（2008年5月12日） - 主演・彩（17歳高校生） 役
  - 023 運が付いたオトメ（2008年5月14日） - 主演・りおか（17歳女子高生） 役
  - 067 伝わったオトメ（2008年8月4日） - 奈緒美 役
- シバトラ〜童顔刑事・柴田竹虎〜（2008年7月 - 9月、フジテレビ） - 宮城芽衣 役
- ヴォイス〜命なき者の声〜 第11話（2009年3月23日、フジテレビ） - 坂田潔美 役
- パナソニック ドラマシアター ハンチョウ〜神南署安積班〜（2009年4月 - 6月、TBS） - 相馬遥 役
- 土曜プレミアム シバトラ〜童顔刑事!史上最大の危機スペシャル〜（2009年5月9日、フジテレビ） - 宮城芽衣 役
- 木曜ナイトドラマ LOVE GAME 第12話（2009年7月10日、読売テレビ） - 大野しのぶ 役
- DRAMADA-J 望月 VOGETSU 前・後編（2009年8月20日・27日、関西テレビ） - 小石川家の姫君・雪野 役
- 世にも奇妙な物語 秋の特別編 「検索する女」（2009年10月5日、フジテレビ） - 桐野美里 役
- 水戸黄門第40部 第13話「男を変えた女の純情・出雲崎」（2009年11月2日、TBS） - お夏 役
- 東京DOGS 第5話（2009年11月16日、フジテレビ） - 松尾玲子 役
- 土曜ワイド劇場（テレビ朝日系）
  - 炎の警備隊長・五十嵐杜夫8（2010年1月16日） - 山岸香苗 役
  - 女たちの特捜最前線〜警察食堂極秘会議（2015年12月19日） - 神崎佳奈 役
- インディゴの夜 エピソード5（2010年2月2日 - 5日、東海テレビ） - 高井可奈 役
- 金曜ドラマ ヤマトナデシコ七変化 第7話（2010年2月26日、TBS） - すず 役
- 土曜プレミアム シバトラ〜さらば、童顔刑事スペシャル〜（2010年5月22日、フジテレビ） - 宮城芽衣 役
- 木曜ナイトドラマ FACE MAKER 第7話（2010年11月18日、読売テレビ） - 朝倉千春 役
- TOKYO コントロール（2011年1月 - 5月、フジテレビNEXT） - 川元鳴海 役
- 遺留捜査 第4話（2011年5月4日、テレビ朝日） - 香取未知 役
- 金曜プレステージ 所轄刑事6（2011年10月21日、フジテレビ） - 水島リカ 役
- 警視庁捜査一課9係 第9話（2012年8月29日、テレビ朝日） - 戸神有香 役
- 特捜最前線2012（2012年10月、東映チャンネル） - 香川マリア 役
- 木曜ドラマ9 あぽやん〜走る国際空港（2013年1月 - 3月、TBS） - 篠田愛 役
- 日曜劇場 半沢直樹 第2部（2013年8月25日 - 9月、TBS） - 木下愛 役
- 孤独のグルメ Season3 第9話（2013年9月4日、テレビ東京） - 女性店員(1) 役
- 相棒 season 12 第5話「エントリーシート」（2013年11月13日、テレビ朝日） - 高林真理 役
- 八重の桜 第49-50話（2013年12月8日・15日、NHK） - 寺田ヒロコ 役
- 文豪の食彩（2014年3月30日、BSジャパン） - 吉沢記者 役
- TEAM -警視庁特別犯罪捜査本部- 第6話（2014年5月21日、テレビ朝日） - 森村麻紀 役
- 木曜時代劇 吉原裏同心 第2話 - （2014年7月3日 - 9月、NHK） - 夕霧 役
- なぜ東堂院聖也16歳は彼女が出来ないのか?（2014年10月 - 12月、メ〜テレ） - 菊池沙也加 役
- HTBスペシャルドラマ「UBASUTE」（2014年12月29日、北海道テレビ） - カオリ 役
- 出入禁止の女〜事件記者クロガネ〜 第2話（2015年1月22日、テレビ朝日） - 村上杏奈 役
- ワカコ酒 Season2 第3話（2016年1月22日、BSジャパン） - 遥香 役
- 警視庁・捜査一課長 season2 第5話（2017年5月18日、テレビ朝日） ‐ 菊池美帆 役
- 離婚しようよ 第4話（2023年6月22日、Netflix） ‐ リサ（新婦） 役

### ドキュメンタリー
- しあわせのコーヒー〜至福の一杯を、あなたに〜（2012年9月2日～9月29日、 全5回、BS朝日） - 珈琲配達人（ナビゲーター）

### インターネット放送
- min.Jam 学校の階段 入学式編（2005年、モブキャスト）
- ピクニックの準備 第7話 さくら編『告白』（2006年8月28日 - 、Yahoo! 動画） - さくら（実行委員） 役
- ひだまりの場所〜初恋〜（2010年1月20日 - 、NTTドコモ BeeTV） - 藤井晴香 役
- 女神のイタズラ〜キミになったボク〜（2011年3月20日 - 、NTTドコモ BeeTV） - 田所由美子 役

### 映画
- ラブ★コン（2006年7月15日公開） - えり 役
- 東京フレンズ The Movie（2006年8月12日公開）
- 夜のピクニック（2006年9月30日公開） - さくら（実行委員） 役
- エコエコアザラク R-page（2006年12月16日公開） - 主演・黒井ミサ 役
- エコエコアザラク B-page（2006年12月30日公開） - 主演・黒井ミサ 役
- エンマ enma（2007年2月24日公開） - 池内亜美 役
- こわい童謡 表の章（2007年7月7日公開） - 染谷美紀 役
- 黒帯 KURO-OBI（2007年10月13日公開） - 畑田花 役
- ブラブラバンバン（2008年3月15日公開） - 神野さくら 役
- かさぶた姫（2009年1月24日公開） - 主演・逢坂姫子 役
- 僕の初恋をキミに捧ぐ（2009年10月24日公開） - 紫堂高校の生徒 役
- 君に届け（2010年9月25日公開） - 平野依里子 役
- 犬とあなたの物語 いぬのえいが（2011年1月22日公開）
- 恐怖新聞（2011年5月21日公開） - 雨宮しずく 役
- 僕達急行 A列車で行こう（2012年3月24日公開）
- ガチバン SUPER MAX（2012年3月31日公開）
- 道〜白磁の人〜（2012年6月9日公開、日韓共同制作） - 園絵 役
- ヘルタースケルター（2012年7月14日公開）

### 舞台
- 風が強く吹いている（2009年1月8日 - 2月13日） - 勝田葉菜子 役
- 朗読劇 私の頭の中の消しゴム 8th letter（2016年4月 - 5月、天王洲銀河劇場） - 薫 役 [10]

### CM
- 東建コーポレーション ホームメイトマガジン（2002年）
- バンダイ「機動戦士ガンダムSEED DESTINY」
- 河合塾「開講告知」
- ロッテスノー「トルコ風アイス（逆バンジー編）」
- シオノギ製薬「ポポンS」
- 伊藤園「Natural Sparkling」『踊りましょう篇』（2006年）
- 伊藤園「冷梅（ひやしうめ）」『梅はその日の…篇』（2007年）
- ピザーラ（2007年）
  - 『香り篇』
  - 『食べる篇（マカロニ）』
  - 『食べる篇（あつあつ）』
- 私的録音補償金管理協会（2007年 - 2009年）
- 薬物乱用防止「ダメ。ゼッタイ。」（2008年 - ）

### PV
- 加藤和樹 『Brilliant snow』（2008年）
- 2BACKKA 『ナミダ』（2008年）
- 甲斐名都 『ワンダースノウ〜素直になって〜』（2009年）
- 絢香 『LA・LA・LA LOVE SONG』（2013年）
- 絢香 『瞳をとじて』（2013年）

### DVD
- mint（2002年9月27日、DooGA）
- HATSUKOI<初恋>近野成美（2003年12月21日、Vap）
- kon-ch〜コンチャンネル〜（2004年3月26日、ぶんか社）
- Narumi Tour 2004〜ナルミツアー2004〜（2004年10月22日、アルゴノーツ）
- なるみずむ（2005年1月25日、VEGA）
- なるっと（2005年4月25日、フォーサイド・ドット・コム）
- Hot なる。（2005年9月25日、フォーサイド・ドット・コム）
- 近野成美style（2005年10月31日、トライディア）フィギュア付
- Narumi school days（2006年2月25日、フォーサイド・ドット・コム）
- コンペイトウ（2006年5月25日、ジーオーティー）
- ツア・コン（2006年11月28日、ワニブックス）
- らすとなる-卒業-（2007年05月16日、エイベックス）
- ラストナル-旅立ち-（2007年05月16日、エイベックス）

### ゲームソフト
- 428 〜封鎖された渋谷で〜（Wii・PS3・PSP用ゲームソフト） - 大沢ひとみ、大沢マリア 役

### その他
- 平成17年度国民生活金融公庫イメージキャラクター
- 麻薬・覚せい剤乱用防止センター「ダメ。ゼッタイ。」キャンペーンキャラクター（2008年- ）
- 鈴木亜美アルバム『CONNETTA』（CD+AタイプDVD）収録のオリジナルショートム—ビー「join」 ハルカ役
- 芸能人女子フットサルチーム「南葛YJシューターズ」の一員として、スフィアリーグで活動した。

## 書籍

### 雑誌
- ピュアピュア（辰巳出版）
- CANDy（2002年10月 - 2004年9月、白泉社）専属モデル
- melon（2003年8月 - 2004年5月、祥伝社）専属モデル
- Hana*chu→（2003年4月-2004年3月、主婦の友社）専属モデル

### 写真集
- なるみかん（2003年3月26日、辰巳出版、撮影：河野英喜）ISBN 4-88641-864-3
- Naru☆chu(なるちゅー)（2004年4月、ぶんか社、撮影：河野英喜）ISBN 4-8211-2607-9
- なるみ日和（2004年6月、音楽専科社、撮影：木村智哉）
- CONTRAST（2007年5月、彩文館出版、撮影：NAKAYAMA MASAFUMI）ISBN 978-4-7756-0210-2